# Mecklemburgo-Pomerania Occidental
Mecklemburgo-Pomerania Occidental, Mecklemburgo-Pomerania del Oeste o Mecklemburgo-Antepomerania (en alemán: Mecklenburg-Vorpommern, pronunciado /ˌmɛklənbʊrkˈfoːɐ̯ˌpɔmərn/ (escucharⓘ); en bajo alemán: Mekelnborg-Vörpommern o Mäkelborg-Vörpommern) es uno de los 16 estados federados de Alemania. Limita al norte con el mar Báltico, al oeste con el estado federado de Schleswig-Holstein, al suroeste con el de Baja Sajonia, al sur con el de Brandeburgo y al este con Polonia, más precisamente con el Voivodato de Pomerania Occidental (Województwo zachodniopomorskie). Tiene una baja densidad de población, cerca de 72,7 habitantes por km². Algunas ciudades importantes son Rostock, Schwerin (la capital), Stralsund, Greifswald, Nuevo Brandeburgo y Wismar.

## Historia

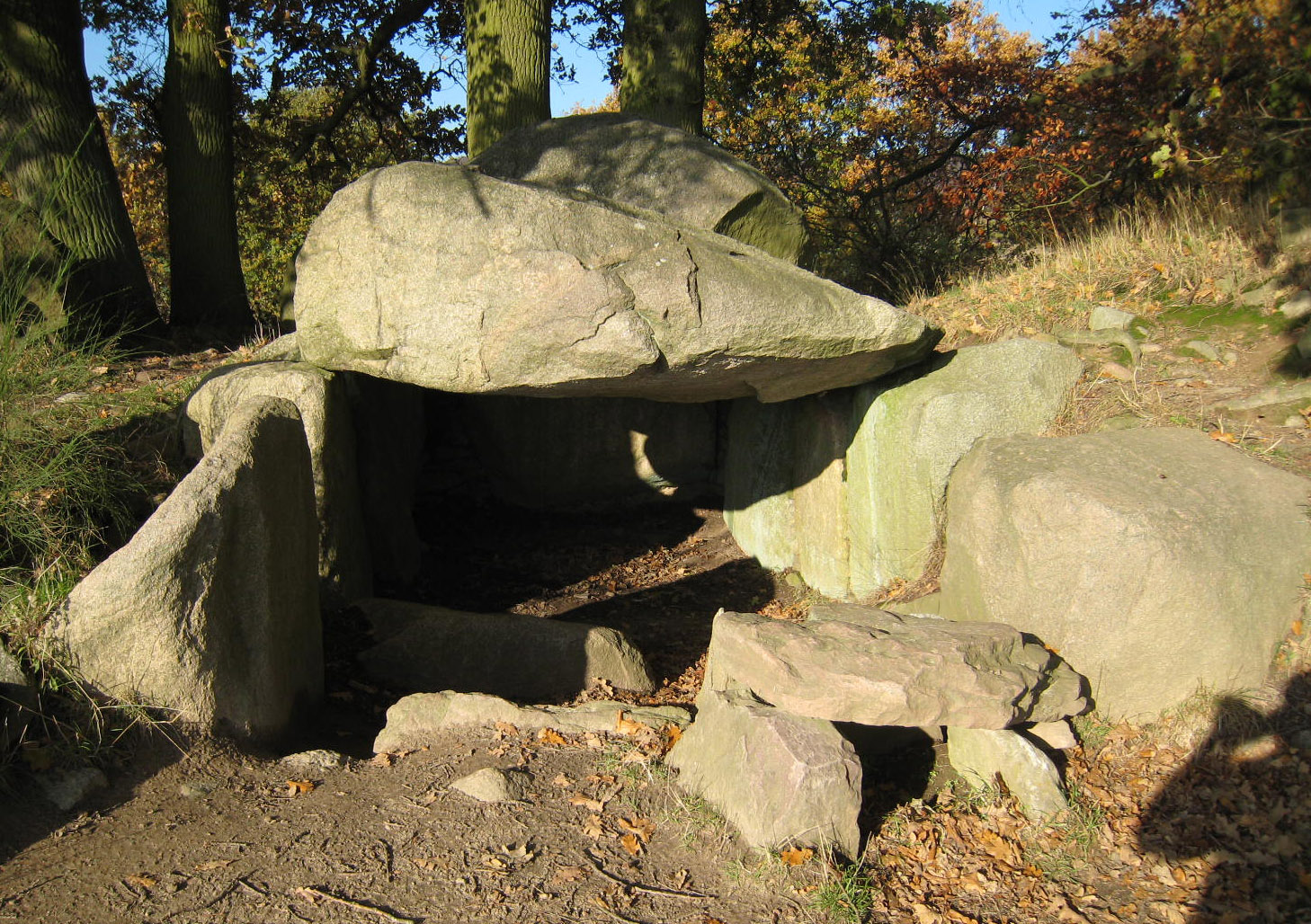
Uno de los más de mil lugares megalíticos en Mecklemburgo-Pomerania Occidental − el dolmen de Lancken-Granitz

Como consecuencia de la Segunda Guerra Mundial y la reunificación de 1990, el estado se constituyó a partir de la región histórica de Mecklemburgo y la parte de Pomerania que no estaba bajo administración polaca, ambos territorios con una larga y rica historia independiente.
A comienzos del siglo XIX, la casi totalidad de su territorio actual pasó a formar parte de la Confederación del Rin, como consecuencia de las guerras napoleónicas. Tras el Congreso de Viena se integró en la Confederación Germánica. Al disolverse los grandes ducados de Mecklemburgo-Schwerin y Mecklemburgo-Strelitz durante la revolución alemana de 1918, todo el territorio pasó a integrarse en la República de Weimar.
Hasta 1990 formó parte de la República Democrática Alemana (RDA), momento tras el cual se unieron los antiguos estados de Mecklemburgo y Pomerania Occidental en el nuevo estado federado de Mecklemburgo-Pomerania Occidental como parte integrante de la República Federal de Alemania.

### Prehistoria

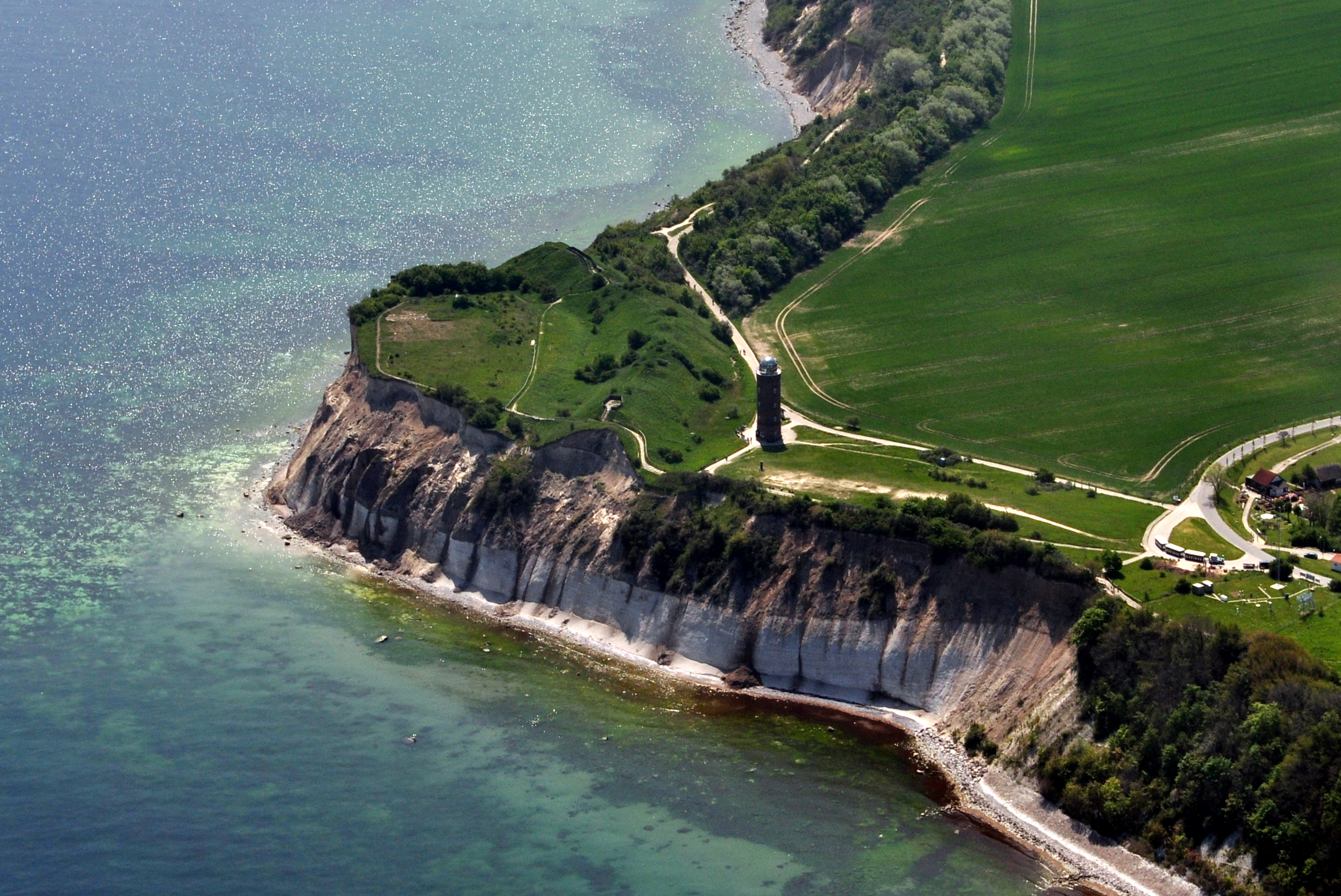
Fortaleza eslava en forma de anillo en el cabo Arkona (isla de Rügen)

El asentamiento humano en la región de lo que modernamente es Mecklemburgo-Pomerania Occidental comenzó después de la Edad del Hielo, aproximadamente hacia 10000 a. C. Hace unos dos mil años, los pueblos germánicos estaban documentados en la zona. La mayor parte de ellos se marcharon durante el período de las grandes migraciones, dirigiéndose hacia lo que hoy son Hispania, la península itálica y la Galia, dejando la región relativamente desierta. En el siglo VI, los eslavos polabianos poblaron la zona. Mientras que Mecklemburgo fue poblada por los abroditas, en la Pomerania Occidental se asentaron los veletos (más tarde liuticianos) y los ranos.
A lo largo de la costa, los vikingos y los eslavos establecieron puertos comerciales como Reric, Ralswiek y Menzlin. En el siglo XII, Mecklemburgo y Pomerania Occidental fueron conquistados por Enrique el León e incorporados al ducado de Sajonia, uniéndose al Sacro Imperio Romano Germánico en los años 1180. Todo Mecklemburgo-Pomerania Occidental fue poblada con alemanes en el proceso Ostsiedlung, a partir del siglo XII.

### Mecklemburgo
A finales del siglo XII, Enrique el León, duque de los sajones, conquistó a los abroditas, sometió a su dinastía niklotinga y cristianizó a su pueblo. Con el paso del tiempo, llegaron a la región monjes, nobles, campesinos y comerciantes alemanes para asentarse allí. Después del siglo XII, el territorio permaneció estable y relativamente independiente de sus vecinos; uno de los pocos territorios germanos de los que se puede decir esto. Mecklemburgo fue primero un señorío y desde 1348 un ducado del Sacro Imperio Romano Germánico. Aunque Mecklemburgo más tarde fue repartido y vuelto a dividir dentro de la misma dinastía —ver particiones de Mecklemburgo—, siempre compartió una historia e identidad propias. Los estados ducales de Mecklemburgo-Schwerin y Mecklemburgo-Strelitz se convirtieron en grandes ducados en 1815, y en 1870 se unieron voluntariamente al nuevo Imperio alemán, conservando su propia autonomía interna. Después de la Primera Guerra Mundial y la abdicación del káiser alemán, las monarquías de los ducados se abolieron y se establecieron durante la República de Weimar en ambas los estados libres de Mecklemburgo-Schwerin y Mecklemburgo-Strelitz, hasta que el gobierno nazi fusionó los dos estados en un Mecklemburgo unificado, una decisión administrativa virtualmente intrascendente bajo un régimen centralizado.

### Pomerania Occidental

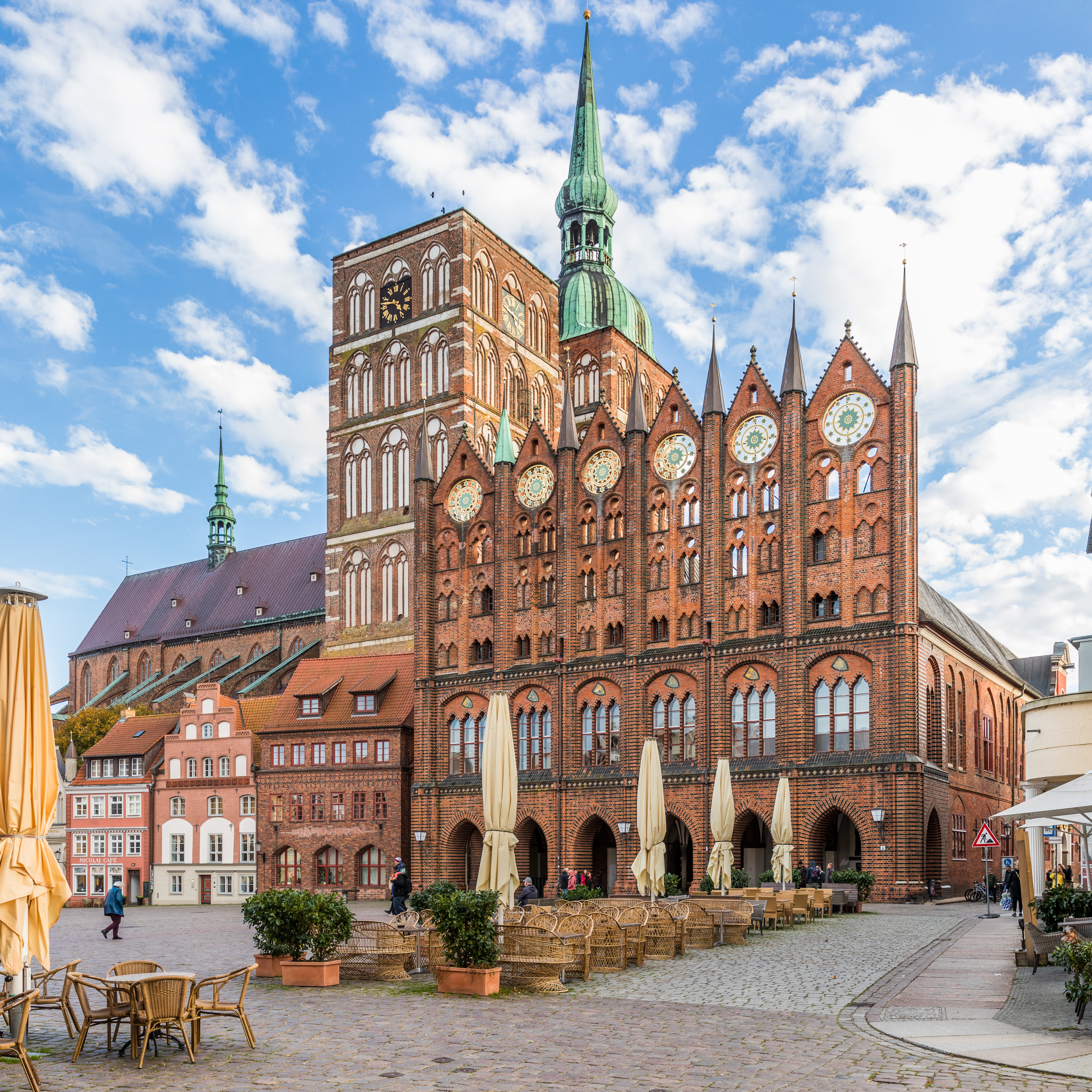
Arquitectura gótica de ladrillos tardomedieval en Stralsund, hoy un lugar Patrimonio de la Humanidad.

Pomerania Occidental, literalmente "Pomerania anterior", es la parte más pequeña, occidental, de la anterior provincia prusiana de Pomerania; la parte oriental pasó a Polonia después de la Segunda Guerra Mundial.
En la Edad Media, la región fue gobernada por los duques pomeranos como parte del ducado de Pomerania. Pomerania estuvo bajo gobierno sueco después de la Paz de Westfalia desde 1648 hasta 1815 como Pomerania sueca. Pomerania se convirtió en una provincia de Prusia en 1815 y así permaneció hasta 1945.

### Mecklemburgo-Pomerania Occidental
Guerra
En mayo de 1945, los ejércitos de la Unión Soviética y los aliados occidentales se encontraron al este de Schwerin. Después del acuerdo de Potsdam, los aliados occidentales entregaron Mecklemburgo a los soviéticos. Mecklemburgo-Pomerania Occidental fue creado el 9 de julio de 1945 por la orden n.º 5 del mariscal del Ejército Rojo Gueorgui Zhúkov, jefe de la Administración Militar Soviética en Alemania (SMAD), como la Provincia de Mecklemburgo y Pomerania Occidental (zapadnoi Pomeranii).

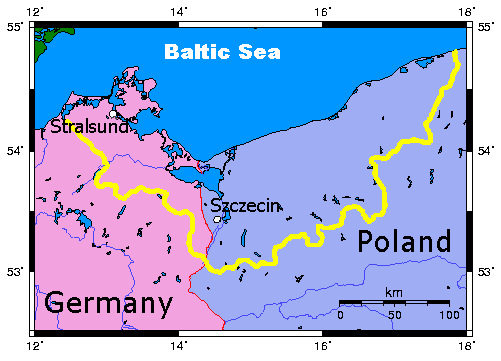
División de Pomerania.

Durante la guerra, la composición de la población de Mecklemburgo y Pomerania Occidental cambió debido a las pérdidas en época de guerra y a la llegada de evacuados (principalmente desde las áreas metropolitanas de Berlín y Hamburgo que estaban sometidas a ataques aéreos). Después de la guerra, la gente huyó y fue expulsada de los antiguos territorios orientales de Alemania de la línea Oder-Neisse establecida en Mecklemburgo-Pomerania Occidental (y el resto de Alemania), incrementando la población en un 40%. Antes de la guerra, Mecklemburgo y Pomerania Occidental tenían una población de 1,278.700, de los cuales muchos perecieron durante la guerra y otros se trasladaron al oeste en el curso del avance del Ejército Rojo. En 1947, se contaron aproximadamente 1,426.000 refugiados procedentes de las antiguas partes orientales de Alemania. La mayor parte de ellos se asentaron en comunidades rurales, pero también se incrementó la población urbana, especialmente en Schwerin de 65.000 (1939) a 99.518 (enero de 1947), en Wismar de 29.463 a 44.173 y en Greifswald de 29.488 a 43.897. Además, se privó a Pomerania Occidental de la zona circundante a la capital regional de Pomerania, Stettin/Szczecin, así como de la propia ciudad, a pesar de que estaba ubicada al oeste del río Oder.
República Democrática Alemana

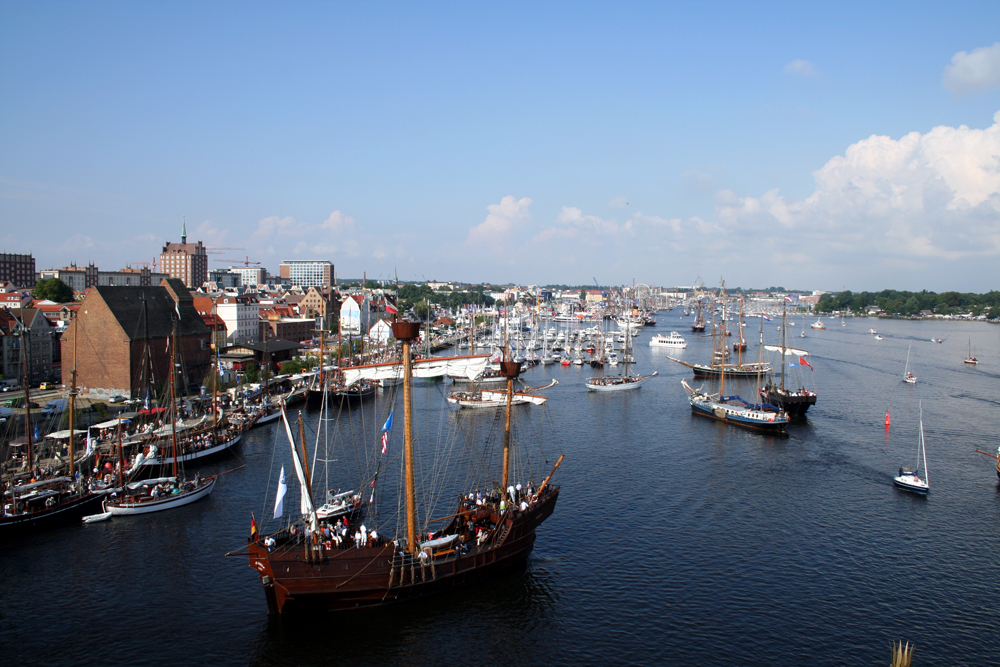
Rostock fue el principal puerto de Alemania del Este, y es uno de los más importantes puertos del mar Báltico actualmente. El Hanse Sail que aparece en la imagen es uno de los eventos marítimos más importantes del mundo.

El 5 de junio de 1946, una ley dictada por los soviéticos constituyó una asamblea alemana provisional (Beratende Versammlung, en inglés: "Consulting assembly") bajo supervisión soviética el 29 de junio de 1946. Después de las elecciones, el 20 de octubre de 1946, un Landtag reemplazó a laBeratende Versammlung y creó la constitución de 16 de enero de 1947 para el Land Mecklenburg-Vorpommern. El 18 de abril de 1947, el nombre del estado fue acortado a Land Mecklenburg. Mecklemburgo se convirtió en un estado constituyente ("Land") de la República Democrática Alemana (RDA) cuando se formó en 1949. En 1952, el gobierno germano-oriental abandonó el término Land en este contexto y rediseñó sus divisiones territoriales administrativas como "distritos" (en alemán: Bezirke). El territorio de Mecklemburgo y Pomerania Occidental fue dividido en tres distritos que abarcaban más o menos la misma superficie: Bezirk Rostock, Bezirk Schwerin y Bezirk Neubrandenburg. Eran conocidos normalmente como los Nordbezirke (distritos septentrionales) bajo el muy centralizado gobierno de la RDA. El gobierno germano-oriental desarrolló los astilleros en los viejos puertos hanseáticos (siendo los mayores de ellos Rostock y Stralsund), y estableció también la Planta Nuclear de Greifswald en Lubmin cerca de Greifswald.
Reunificación
En el momento de la reunificación de Alemania en 1990, los estados orientales fueron reconstruidos a partir de sus fronteras de posguerra (con algunos pequeños ajustes) tal como habían existido hasta 1952, y se recuperó el nombre histórico de Mecklenburg-Vorpommern. Desde 1990, el estado federado ha pasado por cambios dramáticos. Lo que había sido en gran medida una economía industrial y agrícola, derivó progresivamente al sector servicios, turismo y alta tecnología. Las viejas ciudades, cientos de castillos y mansiones, edificios de centros turísticos, molinos de viento, iglesias y otros diversos monumentos culturales de Mecklemburgo-Pomerania Occidental han sido renovados en años recientes. Desde 2013, la migración neta al estado ha sido de nuevo positiva.

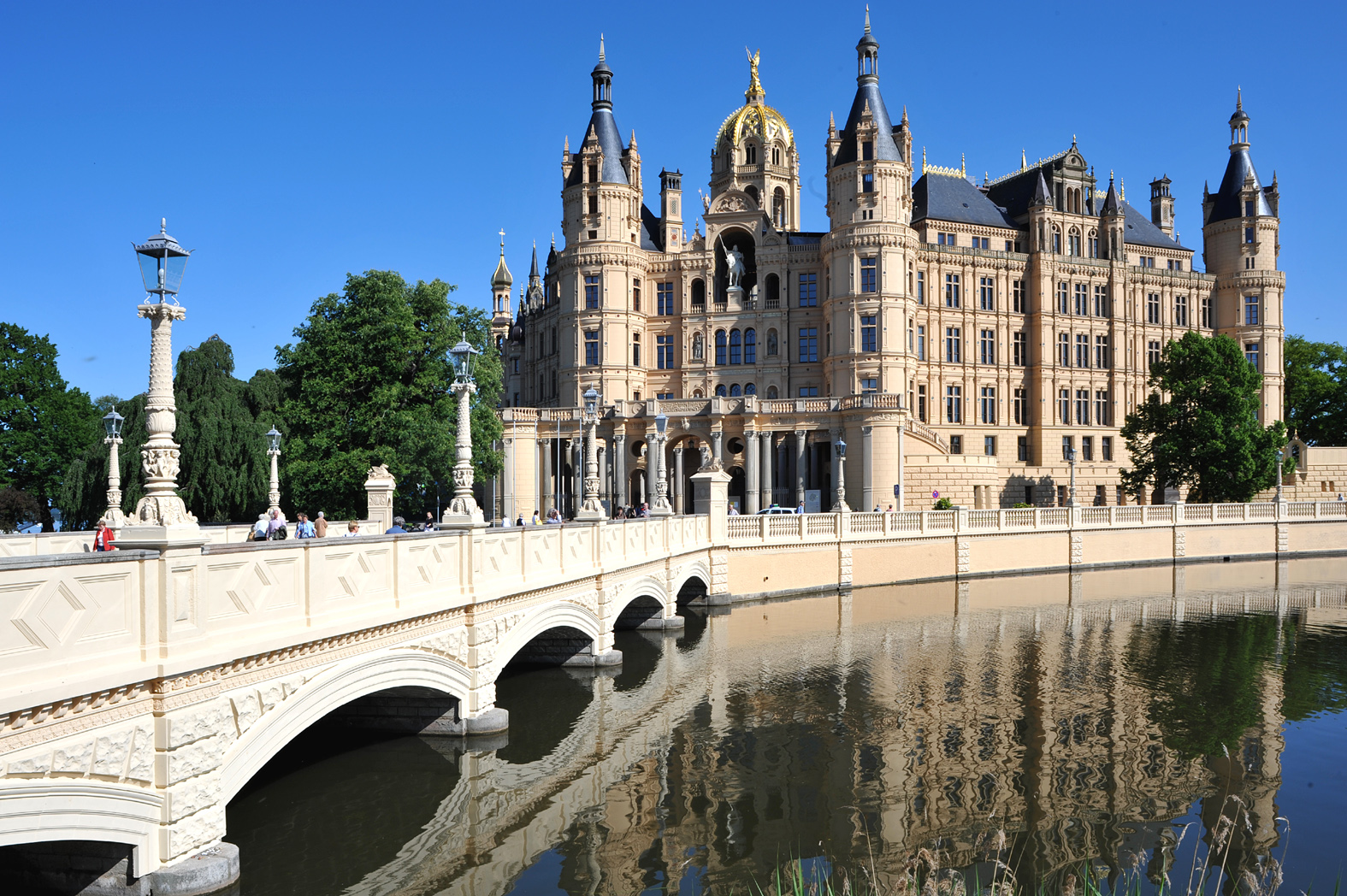
Palacio de Schwerin
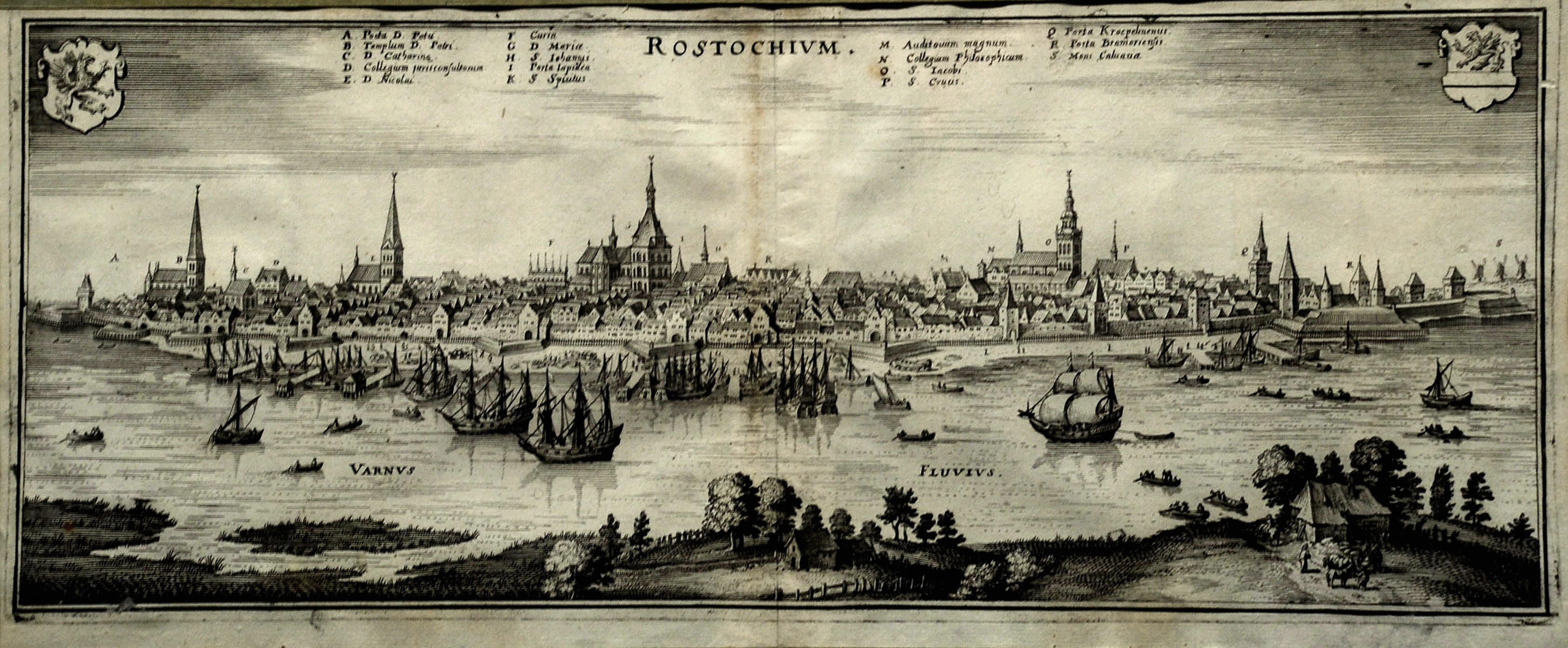
Rostock ca. 1650
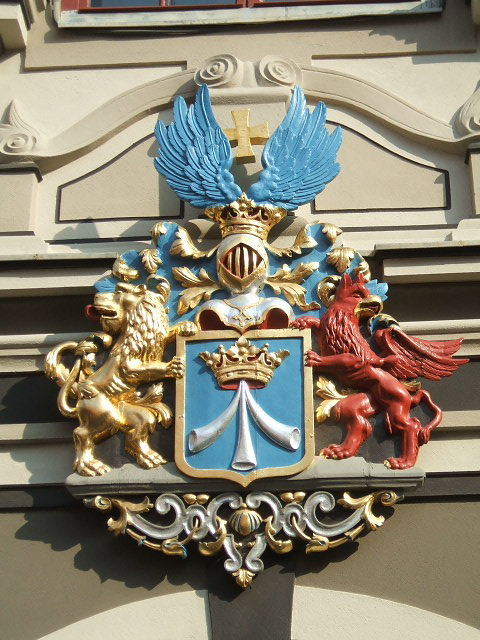
Escudo de Pomerania Sueca de armas en Stralsund.

## Gobierno
A principios de la década de 2010, el parlamento regional constaba de 71 escaños.

### Distritos

División administrativa actual; la línea discontinua roja separa las regiones de Mecklemburgo (izq.) y Pomerania Occidental (der.)

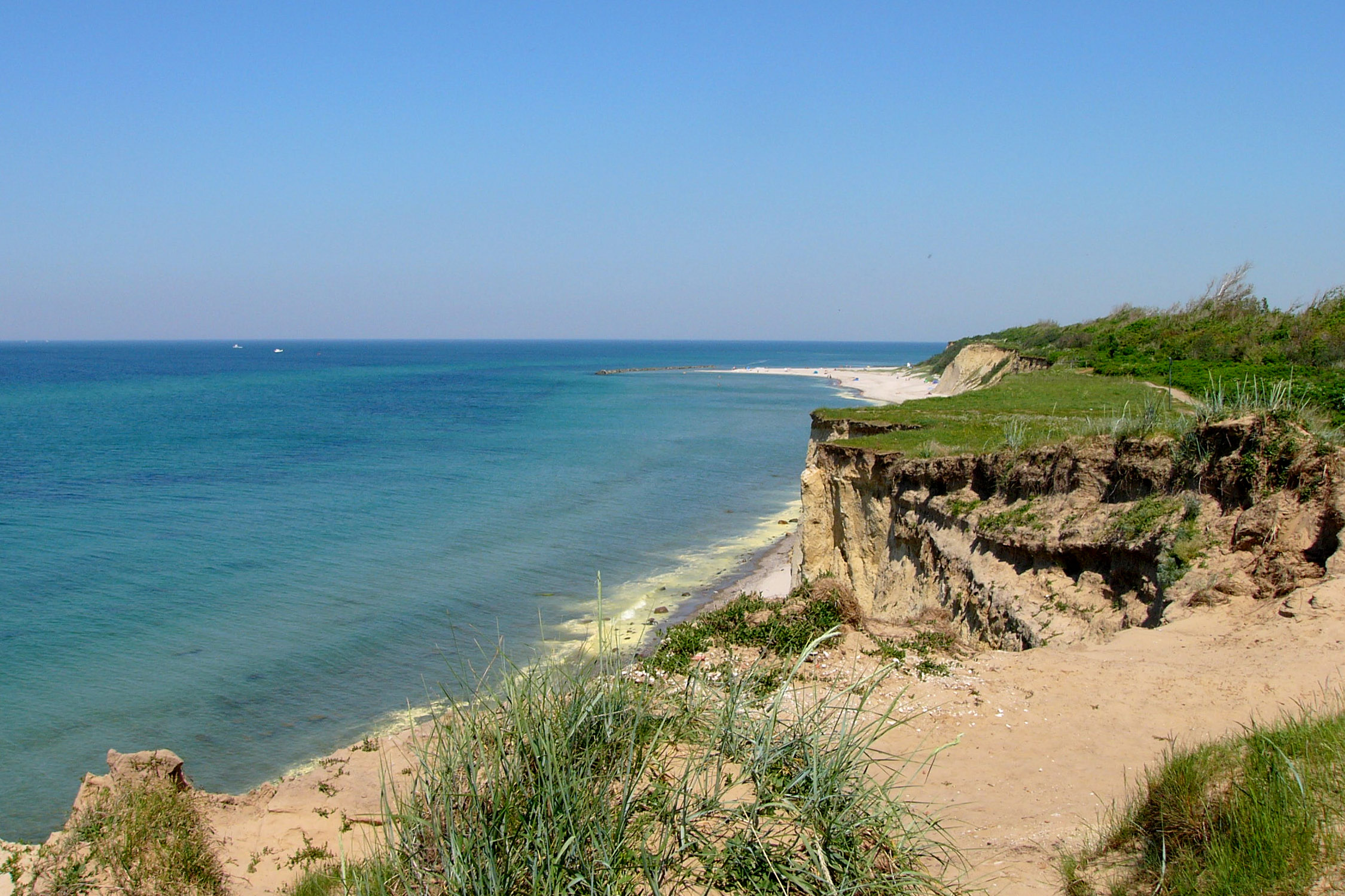
Ahrenshoop, Darss (distrito de Pomerania Occidental-Rügen)

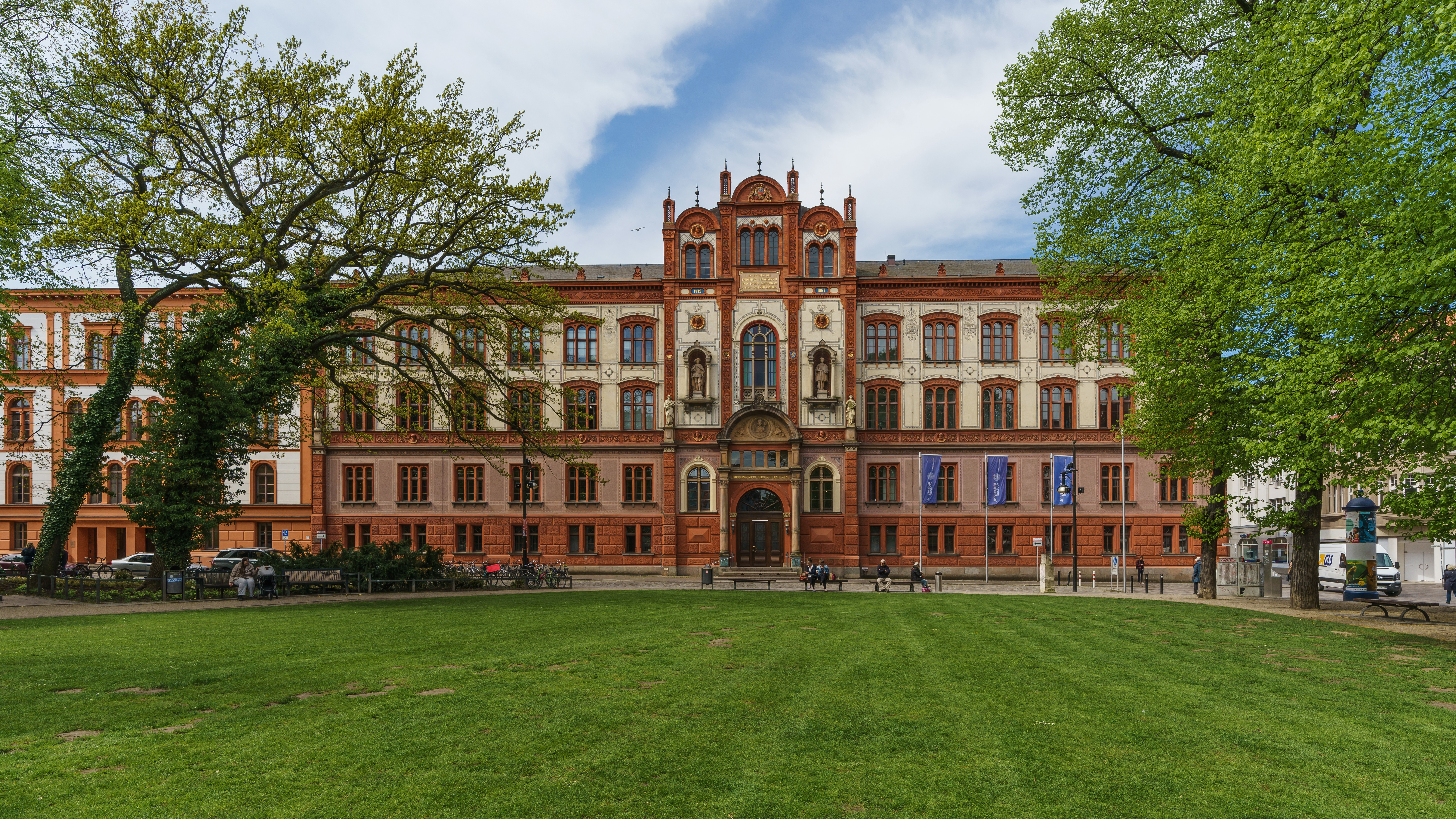
Universidad de Rostock

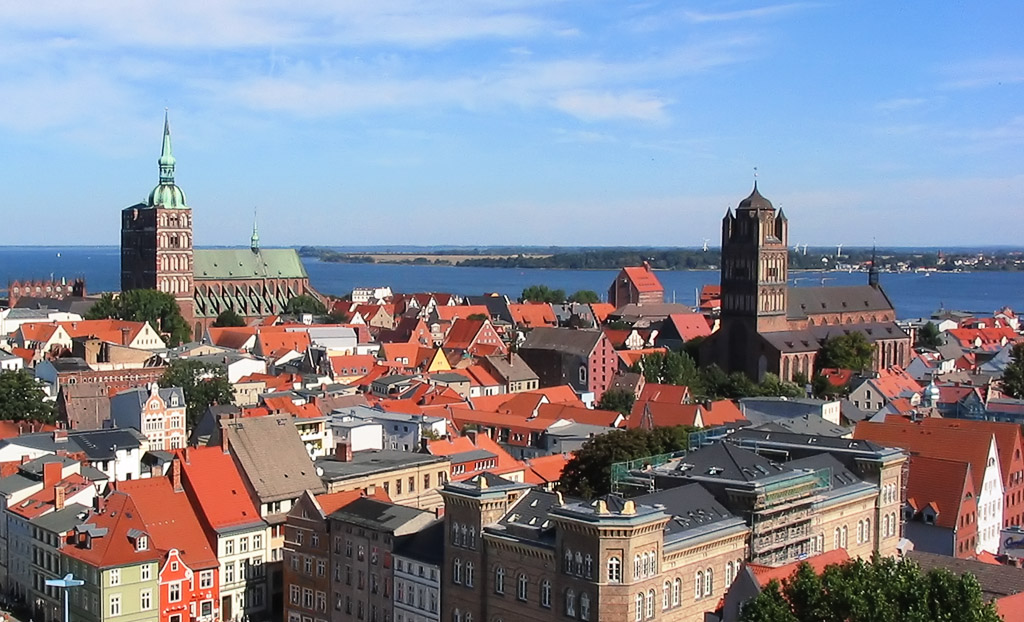
Stralsund

Desde la reforma administrativa del 4 de septiembre de 2011, este estado se compone de los siguientes seis distritos (Landkreise) y dos ciudades autónomas (kreisfreie Städte):
- Mecklemburgo Noroccidental (Nordwestmecklenburg), con capital en Wismar.
- Ludwigslust-Parchim; capital, Parchim.
- Distrito de Rostock; capital, Güstrow.
- Meseta de lagos de Mecklemburgo (Mecklenburgische Seenplatte); capital, Nuevo Brandeburgo.
- Pomerania Occidental-Rügen (Vorpommern-Rügen); capital, Stralsund.
- Pomerania Occidental-Greifswald (Vorpommern-Greifswald); capital, Greifswald.
- Ciudad autónoma de Schwerin.
- Ciudad autónoma de Rostock.

### Antigua división administrativa
Desde 1952 hasta la citada fecha de 2011, estuvo dividido en los siguientes doce distritos:
1. Bad Doberan
2. Demmin
3. Güstrow
4. Ludwigslust
5. Mecklemburgo-Strelitz
6. Müritz
7. Pomerania Septentrional (Nordvorpommern)
8. Mecklemburgo Noroccidental (Nordwestmecklenburg)
9. Pomerania Oriental (Ostvorpommern)
10. Parchim
11. Rügen
12. Uecker-Randow

Y seis ciudades autónomas:
- Greifswald
- Neubrandenburg
- Rostock
- Schwerin
- Stralsund
- Wismar

En la nueva división solo se mantuvieron dos de estas ciudades: Schwerin, la capital, y Rostock, la más poblada.

## Geografía
Esta región contiene una gran plataforma geológica de lagos conectados entre sí, cerca del mar Báltico. Por eso a Mecklemburgo-Pomerania Occidental se le conoce como el "país de los mil lagos", entre los cuales se destaca el lago Müritz, que es el mayor de Alemania.
El centro turístico más destacado es la isla de Rügen, que es la mayor isla de Alemania.

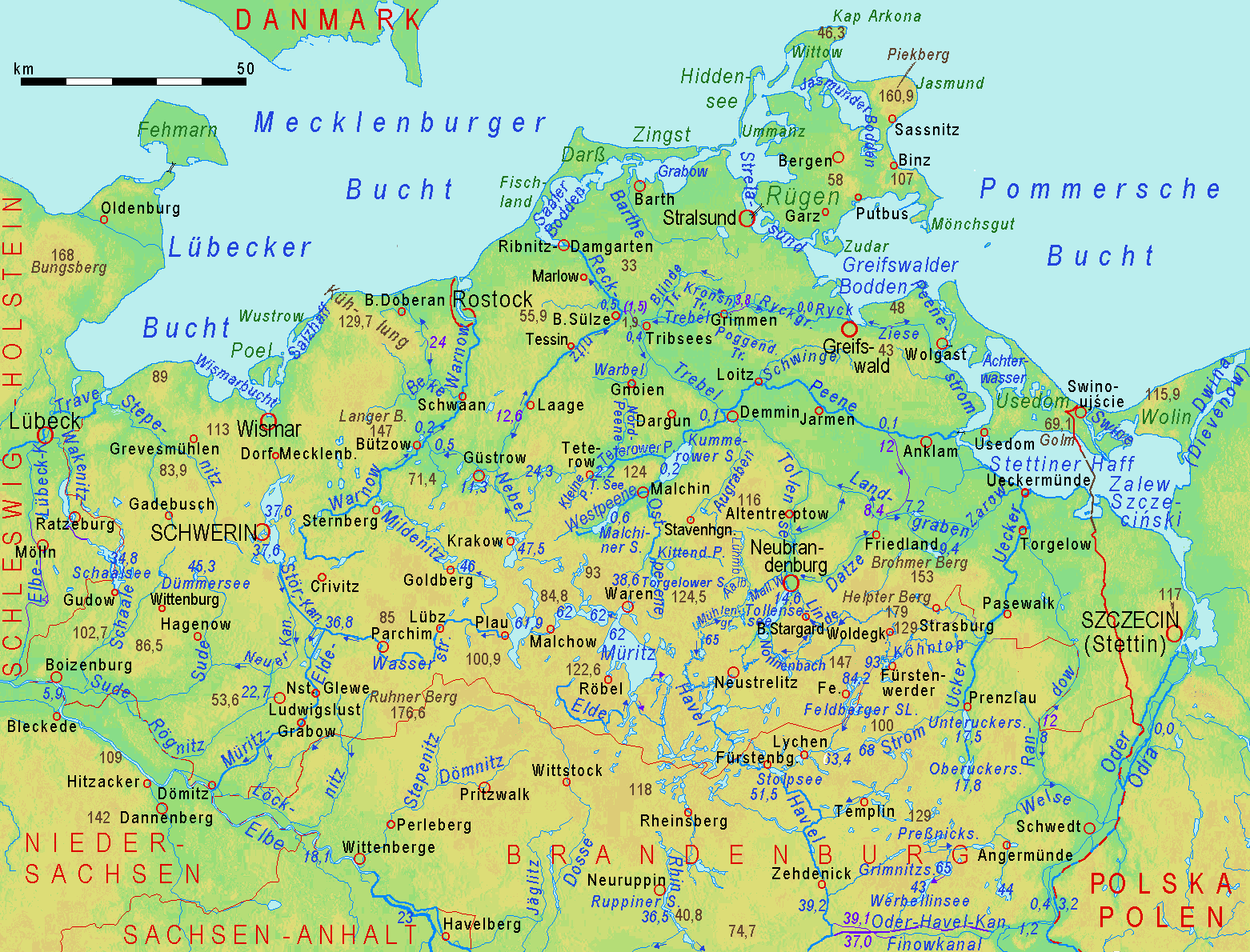
Topografía de Mecklemburgo-Pomerania Occidental.

## Economía

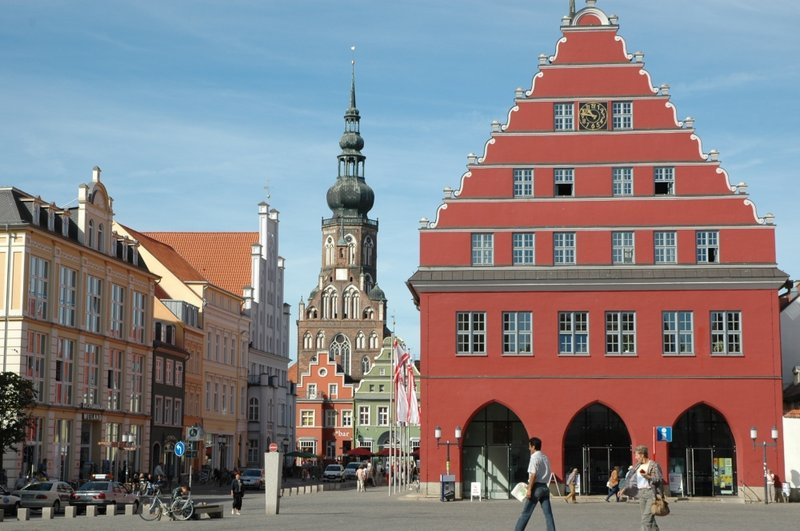
Greifswald

Es una región de carácter predominantemente rural, y la agricultura sigue teniendo mayor peso que en otros estados federados.

## Deportes
El FC Hansa Rostock es el principal equipo de fútbol del estado. La Hanse Sail es una regata prestigiosa que se realiza en el puerto de la ciudad de Rostock.
| Equipo                  | Deporte    | Ciudad      | Creación |
| ----------------------- | ---------- | ----------- | -------- |
| FC Hansa Rostock        | Fútbol     | Rostock     | 1965     |
| HC Empor Rostock        | Balonmano  | Rostock     | 1954     |
| Rostock Seawolves       | Baloncesto | Rostock     | 1994     |
| FC Mecklenburg Schwerin | Fútbol     | Schwerin    | 2012     |
| Schweriner SC           | Voleibol   | Schwerin    | ?        |
| TSG Neustrelitz         | Fútbol     | Neustrelitz | 1946     |

## Religión
Iglesia Evangélica en Alemania 17,9 %, Iglesia católica 3,3 %.

## Demografía
A principios de la década de 2010, las listas electorales incluían a 1.4 millones de votantes.

## Turismo
Según Deutsche Welle, los destinos turísticos de Mecklemburgo-Antepomerania a principios del siglo XXI incluían el lago Müritz, el palacio de Schwerin y la catedral de Dobera. Con respecto a parques forestales, Auto Bild citó al Parque Nacional de Müritz, y en particular, sus hayedos de Serrahn.